# Cheval de Selle Français
Das Cheval de Selle Français (dt. ‚Französisches Reitpferd‘, meist kurz Selle Français) ist die wichtigste französische Sportpferderasse. Es wird hauptsächlich zum Springen eingesetzt. Die Rasse wurde 1958 aus Pferden vom Reitpferdetyp aus ganz Frankreich zusammengestellt, wobei Pferde anglo-normannischer Abstammung einen wesentlichen Anteil hatten.
Hintergrundinformationen zur Pferdebewertung und -zucht finden sich unter: Exterieur, Interieur und Pferdezucht.

## Exterieur
Die meisten Selle Français sind Füchse. Die mächtige Hinterhand erinnert eher an Traber als an Vollblüter und ist ebenso wie die starken Sprunggelenke eine gute Voraussetzung für den Springsport.

## Interieur
Es gilt als schnell, kraftvoll und widerstandsfähig. Trotz seines Temperaments hat es einen ruhigen und ausgeglichenen Charakter und ist vielseitig begabt.

## Zuchtgeschichte
Da die einsetzende Motorisierung nach dem Zweiten Weltkrieg auf breiter Basis zum Niedergang der Reitpferdezucht führte, versuchte das französische Landwirtschaftsministerium 1958 die Zucht durch Zusammenlegung der Zuchten der Normandie, der Bretagne, dem Département Vendée, der Charente, des Arrondissements Charolles und des Berrichone wieder auf eine breitere Basis zu stellen. Hierzu wurde ein gemeinsames Gestütbuch unter der Rassebezeichnung Cheval de Selle-Français geschaffen. Den größten Einfluss auf die neu geschaffene Rasse hatten die zu der Zeit in Frankreich führenden Züchter der Normandie. Sie hatten sich bereits vorher darum bemüht, durch erneute Einkreuzung von Vollblut eine Springpferdezucht aufzubauen, die international konkurrenzfähig sein sollte. Dabei bewiesen die Züchter durch Einsatz so hochkarätiger Pferde wie Furioso xx, der heute zu den erfolgreichsten Springvererbern der Welt gezählt wird, eine ausgesprochen glückliche Hand.

## Bekannte Pferde
- Cor de la Bryère: als Deckhengst einer der einflussreichsten Vererber der modernen Warmblutzucht, oft als „Jahrhunderthengst“ bezeichnet.
- Quidam de Revel: ehemaliges Weltklassespringpferd und Deckhengst, der in allen Zuchtgebieten der Welt anerkannt ist.
- Rochet M: Die Französin Alexandra Ledermann gewann mit dem Cheval de Selle Français Rochet M bei den Olympischen Spielen 1996 in Atlanta die Bronzemedaille.
- Silbersee: Deckhengst, war in den 1980er Jahren eines der erfolgreichsten Springpferde der Welt.
- Jappeloup de Luze: Der Reiter Pierre Durand gewann 1988 die Einzel-Goldmedaille bei den Olympischen Spielen 1988 in Seoul mit seinem Pferd.
- Amande de B’Neville/Mandy (* 2010): Julia Krajewski gewann mit der Stute die Einzel-Goldmedaille bei den Olympischen Spielen 2020 (2021) in Tokio in der Vielseitigkeit.